# Ceranów (gmina)
Ceranów est une gmina rurale du powiat de Sokołów, Mazovie, dans le centre-est de la Pologne.
Son siège administratif (chef-lieu) est le village de Ceranów, qui se situe environ 26 km au nord de Sokołów Podlaski (siège du powiat) et 96 km au nord-est de Varsovie (capitale de la Pologne).
La gmina couvre une superficie de 110,83 km2 pour une population de 2 448 habitants en 2006.

## Géographie
La gmina inclut les villages et localités de :

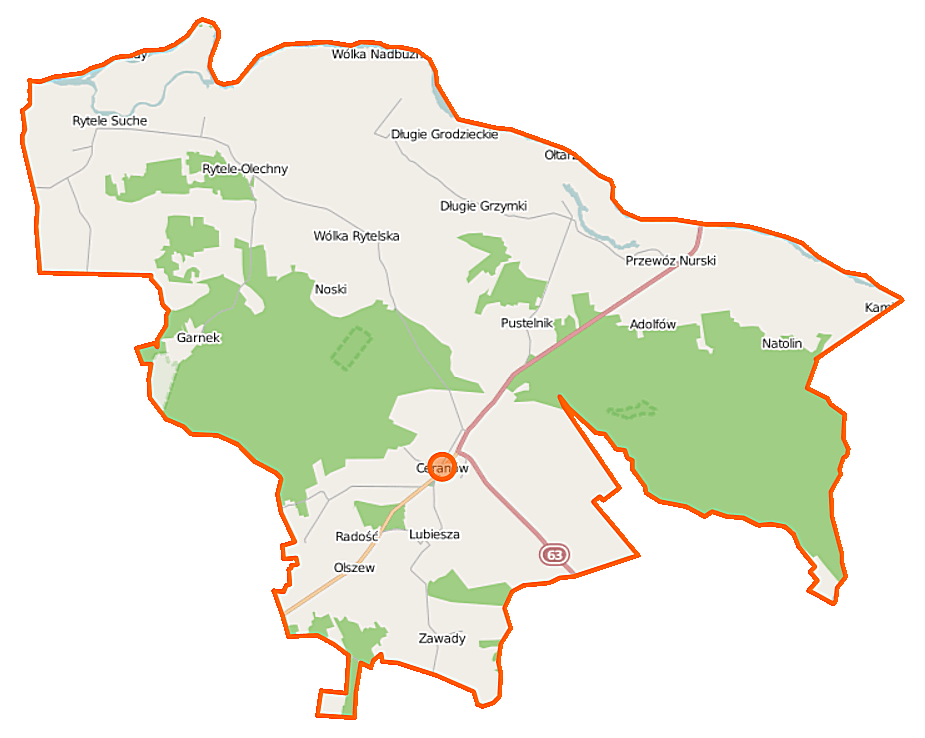
Plan de la gmina

- Adolfów
- Ceranów
- Długie Grodzieckie
- Długie Grzymki
- Długie Kamieńskie
- Garnek
- Lubiesza
- Natolin
- Noski
- Olszew
- Przewóz Nurski
- Pustelnik
- Radość
- Rytele Suche
- Rytele-Olechny
- Rytele-Wszołki
- Wólka Nadbużna
- Wólka Rytelska
- Wszebory
- Zawady

### Gminy voisines
La gmina de Ceranów est voisine des gminy suivantes :
- Kosów Lacki
- Małkinia Górna
- Nur
- Sterdyń
- Zaręby Kościelne

## Structure du terrain
D'après les données de 2002, la superficie de la commune de Ceranów est de 110,83 km2, répartis comme telle :
- terres agricoles : 58%
- forêts : 35%

La commune représente 9,8% de la superficie du powiat.

## Démographie
Données du 30 juin 2004 :
| Description        | Total  | Total | Femmes | Femmes | Hommes | Hommes |
| ------------------ | ------ | ----- | ------ | ------ | ------ | ------ |
| Unité              | Nombre | %     | Nombre | %      | Nombre | %      |
| Population         | 2 531  | 100   | 1 235  | 48,8   | 1 296  | 51,2   |
| Densité (hab./km2) | 22,8   | 22,8  | 11,1   | 11,1   | 11,7   | 11,7   |